# Myslava
Myslava  est un quartier de la ville de Košice.

## Histoire
Première mention écrite du village en 1382.
La localité fut annexée par la Hongrie après le premier arbitrage de Vienne le 2 novembre 1938. En 1938, on comptait 1695 habitants dont 6 juifs. Elle faisait partie du district de Košice, en hongrois Kassai járás. Durant la période 1938 -1945, le nom hongrois Miszlóka était d'usage. À la libération, la commune a été réintégrée dans la Tchécoslovaquie reconstituée.
Le village fut rattaché à la ville de Košice en 1968.

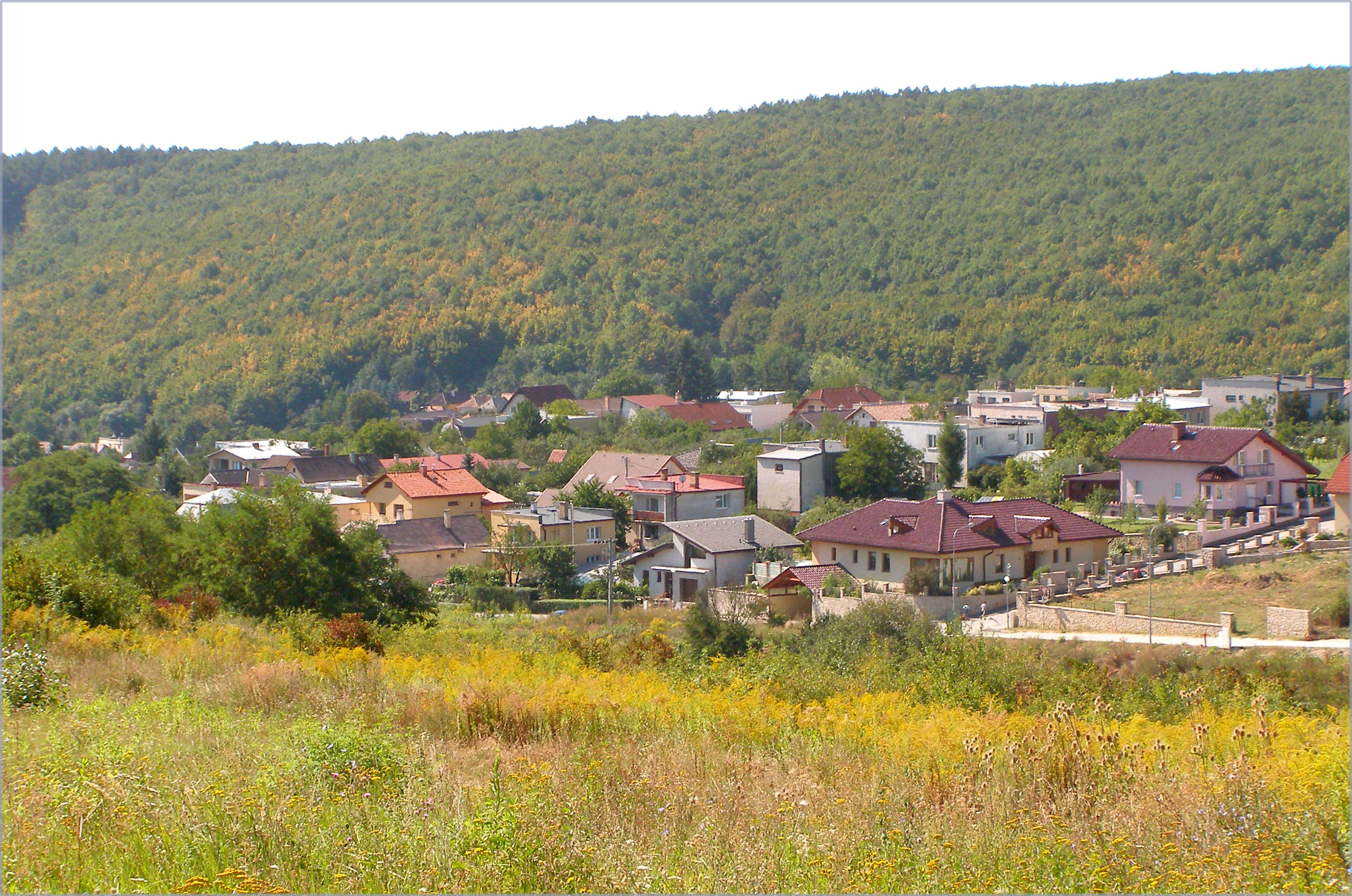
Myslava en 2012.